# Кохання і злочинний світ
«Кохання і злочинний світ» (італ. Ammore e malavita) — італійський музично-комедійний фільм 2017 року, поставлений режисерами Антоніо та Марко Манетті.
Світова прем'єра відбулася 6 вересня 2017 року на 74-му Венеційському міжнародному кінофестивалі, де фільм брав участь в головній конкурсній програмі та отримав Премію Пазінетті за найкращий акторський склад. Стрічка була номінована в 15-ти категоріях на здобуття італійської національної кінопремії «Давид ді Донателло» 2018 року та отримала п'ять нагород, у тому числі за найкращий фільм .

## Сюжет
Неаполь. Чіро і його напарник Розаріо — кілери на службі у «рибного короля» дона Вінченцо та його заповзятливої дружини донни Марії. Мрійниця Фатіма — медсестра. Їхні світи далекі один від одного, але їм судилося зустрітися.
Якось вночі Фатіма опиняється в «неправильному місці, в неправильний час». Чіро отримує завдання позбавитися від дівчини, яка побачила те, що їй не належало бачити. Але, опинившись лицем до лиця, вони впізнають одне одного та знову закохуються, як колись в юності.

## У ролях
| • Клаудія Джеріні   | … | донна Марія                      |
| • Карло Буччироссо  | … | дон Вінченцо — Франческо де Роса |
| • Серена Россі      | … | Фатіма                           |
| • Джампаоло Мореллі | … | Чіро                             |
| • Раїц              | … | Розаріо                          |
| • Тіа Аркітто       | … | наляканий американський турист   |
| • Антоніо Буономо   | … | дядько Міммо                     |
| • Мікеле Канталупо  | … | Какапече                         |
| • Антонелло Коссіа  | … | Каваллетта                       |
| • Андреа Д'Алессіо  | … | Аньєлло                          |

## Знімальна група
- Автори сценарію — Мікеланджело Ла Неве, Антоніо Манетті, Марко Манетті
- Режисери-постановники — Антоніо Манетті, Марко Манетті
- Продюсери — Карло Маккітелла, Антоніо Манетті, Марко Манетті
- Оператор — Франческа Амітрано
- Композитори — Альдо Ді Скальці, Півіо
- Монтаж — Федеріко Марія Манескі
- Художник з костюмів — Даніела Салернітано
- Артдиректор — Ноемі Маркіка
- Звук — Лавінія Буркері

## Нагороди та номінації
| Список нагород та номінацій            | Список нагород та номінацій | Список нагород та номінацій                                                   | Список нагород та номінацій                          | Список нагород та номінацій | Список нагород та номінацій |
| Кінофестиваль/Кінопремія               | Рік                         | Категорія                                                                     | Номінант(и)                                          | Результат                   | Дж                          |
| -------------------------------------- | --------------------------- | ----------------------------------------------------------------------------- | ---------------------------------------------------- | --------------------------- | --------------------------- |
| Венеційський міжнародний кінофестиваль | 2017                        | Золотий лев                                                                   | Кохання і злочинний світ                             | Номінація                   |                             |
| Венеційський міжнародний кінофестиваль | 2017                        | Премія Пазінетті                                                              | Найкращий акторський склад                           | Перемога                    |                             |
| Венеційський міжнародний кінофестиваль | 2017                        | Премія «Золотий фільм» — Найкращий менеджер з виробництва в італійському кіно | Даніеле Спіноцці                                     | Перемога                    |                             |
| Премія «Давид ді Донателло»            | 21.03.2018                  | Найкращий фільм                                                               | Кохання і злочинний світ                             | Перемога                    | [ 4 ] [ 5 ]                 |
| Премія «Давид ді Донателло»            | 21.03.2018                  | Найкращий режисер                                                             | Антоніо Манетті, Марко Манетті                       | Номінація                   | [ 4 ] [ 5 ]                 |
| Премія «Давид ді Донателло»            | 21.03.2018                  | Найкращий оригінальний сценарій                                               | Мікеланджело Ла Неве, Антоніо Манетті, Марко Манетті | Номінація                   | [ 4 ] [ 5 ]                 |
| Премія «Давид ді Донателло»            | 21.03.2018                  | Найкращий продюсер                                                            | Карло Маккітелла, Антоніо Манетті, Марко Манетті     | Номінація                   | [ 4 ] [ 5 ]                 |
| Премія «Давид ді Донателло»            | 21.03.2018                  | Найкращий актор другого плану                                                 | Карло Буччироссо                                     | Номінація                   | [ 4 ] [ 5 ]                 |
| Премія «Давид ді Донателло»            | 21.03.2018                  | Найкраща акторка другого плану                                                | Клаудія Джеріні                                      | Перемога                    | [ 4 ] [ 5 ]                 |
| Премія «Давид ді Донателло»            | 21.03.2018                  | Найкраща музика до фільму                                                     | Півіо, Альдо Де Скальці                              | Перемога                    | [ 4 ] [ 5 ]                 |
| Премія «Давид ді Донателло»            | 21.03.2018                  | Найкраща оригінальна пісня                                                    | Bang Bang                                            | Перемога                    | [ 4 ] [ 5 ]                 |
| Премія «Давид ді Донателло»            | 21.03.2018                  | Найкраща художнє оформлення                                                   | Ноемі Маркіка                                        | Номінація                   | [ 4 ] [ 5 ]                 |
| Премія «Давид ді Донателло»            | 21.03.2018                  | Найкращий дизайн костюмів                                                     | Даніела Салернітано                                  | Перемога                    | [ 4 ] [ 5 ]                 |
| Премія «Давид ді Донателло»            | 21.03.2018                  | Найкращий грим                                                                | Вероніка Луонго                                      | Номінація                   | [ 4 ] [ 5 ]                 |
| Премія «Давид ді Донателло»            | 21.03.2018                  | Найкращі зачіски                                                              | Антоніо Фідато                                       | Номінація                   | [ 4 ] [ 5 ]                 |
| Премія «Давид ді Донателло»            | 21.03.2018                  | Найкращий монтаж                                                              | Федеріко Марія Манескі                               | Номінація                   | [ 4 ] [ 5 ]                 |
| Премія «Давид ді Донателло»            | 21.03.2018                  | Найкращий звук                                                                | Лавінія Буркері                                      | Номінація                   | [ 4 ] [ 5 ]                 |
| Премія «Давид ді Донателло»            | 21.03.2018                  | Найкращі візуальні ефекти                                                     | Palantir Digital                                     | Номінація                   | [ 4 ] [ 5 ]                 |